# Variantes do futebol
Existem muitas variações do futebol jogadas em todo o mundo, as quais usam regras muito diferentes e algumas têm uma estrutura mais formal do que outras. Esportes como o futebol de salão foram criados para oferecer um jogo durante todo o ano, outros, como o futebol paralímpico, foram criados para permitir que as pessoas com deficiência pudessem competir. Alguns jogos, como o footballtennis, não estão relacionados com futebol de campo, mas usa-se uma bola de futebol para produzir uma variante de um outro jogo. Há também variações de automobilismo do jogo.

## Variações
- Footbag
- Futebol de areia
- Futebol australiano
- Futebol em cadeira motorizada
- Futebol freestyle
- Futebol gaélico
- Futebol indoor
- Futebol de mesa
- Futebol de pântano
- Futebol paralímpico
- Futebol de regras internacionais
- Futebol de rua
- Futebol de salão
- Futebol society
- Futebol-tênis
- Futebol de três lados
- Futebol de várzea
- Rugby
- Rush goalie